# Dalima lucens
Dalima lucens là một loài bướm đêm trong họ Geometridae.